# Hydulphe d'Auch
Hydulphe ou Indulphe est le quatrième archevêque d'Auch, de 975 à 978.

## Éléments biographiques
Cet archevêque n'est connu que par plusieurs actes de donations faites en faveur de l'abbaye de Pessan et en présence du comte Arnaud II d'Astarac,,.